# Maraviglioso Boccaccio
Maraviglioso Boccaccio è un film del 2015, diretto da Paolo e Vittorio Taviani.
Il film è basato sul Decameron di Giovanni Boccaccio.

## Soggetto
Il film è tratto da cinque novelle del Decameron di Giovanni Boccaccio:
- La novella di Messer Gentil de' Carisendi e Monna Catalina (X, 4)
- Una novella di Calandrino, quella dell'elitropia (VIII, 3)
- La novella narrante l'amore fra Ghismunda e Guiscardo osteggiato dal padre di lei, il principe Tancredi (IV, 1)
- La badessa e le brache del prete (IX, 2)
- Federigo degli Alberighi (V, 9)

## Trama
Firenze, anno 1348: la peste nera imperversa uccidendo uomini e animali. Un gruppo di giovani decide di fuggire in una villa in campagna, per evitare il contagio. Sono Pampinea, Fiammetta, Lauretta, Filostrano,Panfilo, Dioneo e altri. La noua presto si fa sentire, allora i ragazzi decidono di passare il tempo raccontando delle novelle a tema, scegliendo la regina e il re della giornata.

Prima novella
Una donna, gravemente ammalata, viene abbandonata dalla madre del marito in una chiesa, poiché creduta morta. Messer Gentile, innamorato di lei, la trova, si sdraia accanto a lei e, sentendo il battito del suo cuore, capisce che è ancora viva. Messer Gentile la porta a casa propria e con l’aiuto dei suoi parenti la porta alla guarigione. Per poterla avere con sé organizza un banchetto al quale invita anche il marito di lei; durante il banchetto tiene un discorso nel quale chiede agli invitati se, secondo loro, una persona abbandonata e poi ritrovata e guarita da un’altra debba tornare con chi l’ha abbandonata oppure restare con chi l’ha guarita: gli invitati si schierano dalla parte di quest’ultimo. Messer Gentile, allora, scopre il suo volto e tutti scappano impauriti pensando si tratti di un fantasma. Messer Gentile fa comunque scegliere alla donna con chi vuole stare e lei sceglie Messer Gentile.
Seconda novella
Nella città di Firenze vive un pittore ingenuo di nome Calandrino che passa il suo tempo con altri due amici pittori chiamati Bruno e Buffalmacco, i quali spesso si prendono gioco di Calandrino. Una volta, infatti, Maso convince Calandrino della possibilità di trovare in un fiume una pietra dai poteri magici chiamata Elitropia. Calandrino convince i suoi amici ad andare a prendere l’Elitropia. Una volta al fiume, Calandrino raccoglie ogni sasso che fosse nero finché non ha la sua bisaccia piena. I due pittori fingendo di non vedere Calandrino si chiedono dove sia finito, dicendo ad alta voce, per farsi sentire: “Sarà già a casa a desinare.” Così, Bruno e Buffalmacco corrono in paese e convincono la gente che incontrano ad ignorare la presenza di Calandrino. Dopo un po’, l’ingenuo pittore arriva: tende scherzi alle persone, ruba denaro, distrugge porcellane, cerca di baciare una giovane fanciulla e fa inciampare un anziano. Arrivato a casa, la moglie lo accoglie e Calandrino, accortosi che lei lo può vedere, si infuria e la picchia violentemente. Nella scena seguente Calandrino è intento a mangiare, quando la moglie prende l’Elitropia e la solleva sopra la testa di lui. Ma, mentre la moglie tiene sospesa la pietra sulla testa del marito, la scena si interrompe e i dieci ragazzi discutono sul finale della novella, come se non fossero d’accordo su quale sia il finale più giusto da dare a questa storia.
Terza novella
Ghismunda, figlia del principe di Salerno, rimasta vedova, decide di tornare a casa del padre. Cerca subito un compagno, questo però è amico del padre. I due cominciano a frequentarsi di nascosto e lui, come simbolo del loro amore, le regala attraverso il padre una coppa fatta a mano proprio da lui. Quando il padre scopre la loro relazione si arrabbia e decide di uccidere l’amante della figlia; lei, venuta a conoscenza di quanto aveva fatto il padre, decide di bere del veleno proprio dalla coppa che le aveva regalato l’amante.
Quarta novella
La quarta novella è ambientata in un monastero lombardo dove una giovane suora, Isabetta, una ragazza di nobile origine e dalla rara bellezza, incontra un giorno un giovane di cui si innamora perdutamente; una notte Isabetta trova il modo di far entrare di nascosto il giovane nella propria camera. I due vengono scoperti e le monache decidono di smascherare Isabetta di fronte alla badessa. Recatesi dalla badessa, le monache le chiedono di alzarsi, vestirsi e seguirle. Non potevano scegliere momento peggiore perché anche la badessa è in compagnia di un uomo. Per evitare quindi che le suore si accorgano di lui e che entrino nella sua stanza, si veste in fretta e furia, mettendosi però per errore sul capo le brache al posto del velo. Uscita di corsa, si fa portare nella camera dove si trovavano i due amanti. Quando la badessa entra nella cella, i due, terrorizzati per essere stati scoperti, rimangono immobili. Madonna Usimbalda, sotto gli occhi delle altre monache, felici che la ragazza sia stata smascherata, mentre il ragazzo si sta rivestendo, comincia a rimproverare la giovane e a dirle che con il suo comportamento ha disonorato quel monastero, conosciuto per la propria rispettabilità e santità e che per questo sarà severamente punita. Mentre la badessa continua a sgridarla, Isabetta, a un certo punto alza lo sguardo, notando la strana cuffia della badessa. A questo punto prende coraggio e chiede alla badessa di allacciarsi la cuffia, così anche le altre suore alzano lo sguardo e vedono che cosa porta in capo la loro badessa. Quest'ultima si accorge finalmente del suo errore, cambia subito la sua predica e dichiara che ai sentimenti è impossibile resistere e che da quel momento chiunque potrà godere dei favori di un uomo. Così Isabetta e la badessa tornano ai loro rispettivi amanti lasciando senza parole le altre suore.
Quinta novella
Il giovane Federigo degli Alberighi, di nobilissima famiglia fiorentina, bravo nelle armi e ammirato da tutti per la sua cortesia, si è innamorato di una gentile dama ritenuta una delle più belle della città. Giovanna è rimasta vedova e ha un figlio in cattiva salute. Venuta l’estate, porta il figlio in campagna, in un podere di sua proprietà vicino a quello di Federigo. Il giovanetto, girando per i dintorni, conosce Federigo e comincia a frequentarlo e diventano amici. Nel frattempo, il bambino peggiora, forse anche per lo sforzo legato a tutti quei giorni trascorsi con Federigo a cacciare. È così innamorato del falcone che promette alla madre che, se il falcone diventasse suo, sarebbe guarito. Iniziano a fargli regali, ad esempio un cagnolino, ma lui continua a desiderare sempre e solo il falcone. La madre allora si decide e tenta di chiedere a Federigo del falcone, con la scusa di desinare da lui. Peccato, però che Federigo non ha niente da mangiare e, esitando molto, uccide e cucina il falcone, ovviamente ignaro di quella che sarebbe stata la richiesta di Monna Giovanna. Mangiano ed ella fa la “famosa” richiesta: in risposta, Federigo le porge una ciotola con i resti del falcone: le sue piume. Giovanna, addolorata, torna a casa dal figliolo, il quale si aggrava ulteriormente e muore. I fratelli di Giovanna, rimasta sola, decidono di trovarle un marito, ma lei vuole solo e soltanto Federigo. Dopo aver riflettuto molto, i suoi fratelli approvano la sua richiesta, Federigo accetta la proposta e i due amanti vanno a vivere insieme nella residenza di Monna Giovanna.

## Confronto tra la versione cinematografica e le novelle originali
Prima novella (La novella di Messer Gentil de' Carisendi e Monna Catalina (X, 4) )
Rispetto all'originale di Boccaccio, nella versione filmica c’è la presenza di Nicoluccio e non si fa riferimento al fatto che la protagonista è in gravidanza. Nell'originale, inoltre, un servo avvisa Messer Gentile, il quale successivamente piange al pensiero che la sua amata sia morta; nel film manca la figura del servo. L’adattamento più importante è comunque nel finale, poiché nel testo di Boccaccio alla fine Messer Gentile restituisce figlio e moglie a Nicoluccio.
Seconda novella (Calandrino e l'Elitropia (VIII, 3) )
Rispetto alla novella, la versione filmica presenta le seguenti differenze:
- Non c’è alcun riferimento alla chiesa né si specificano tutti i diversi colori che può avere l'Elitropia.
- I due pittori non lavorano nel convento delle monache di via Faenza.
- Calandrino, una volta trovata la pietra, non avanza ma resta immobile.
- In città, i due pittori non pedinano Calandrino, ma ne anticipano il passaggio ai cittadini.
- Bruno e Buffalmacco non assistono alla scena in cui Calandrino picchia la moglie; nella novella, invece, i due autori della beffa intervengono e difendono la moglie poiché ella non aveva nessuna colpa della perdita dei poteri della pietra, e fanno credere a Calandrino che è stato Dio a punirlo facendogli perdere il potere dell’invisibilità.

Terza novella (La novella di Tancredi e Ghismunda (IV, 1) )
Nella versione filmica:
- Sono stati eliminati diversi personaggi secondari: cortigiani, cavalieri e damigelle.
- Il giovane non è un valletto ma un fabbro a servizio di Tancredi.
- Il passaggio segreto che permette ai due amanti di incontrarsi non è una grotta ma una porta nascosta che dall’interno del palazzo conduce alla stanza di Ghismunda.
- Tancredi, nella scena in cui scopre i due amanti, non si addormenta nel letto ma in una sedia.
- Il giovane non viene rinchiuso in una prigione ma picchiato da Tancredi.

Quinta novella (La novella di Federigo degli Alberighi (V, 9) )
Nella novella originale:
- Federigo uccide il falcone senza esitare; nell'adattamento cinematografico, invece, Federigo pensa molto prima di uccidere il falcone, piangendo e mostrandosi sconvolto per l’azione che sta compiendo.
- Monna Giovanna va a desinare da lui accompagnata da una dama di compagnia.
- Alla fine del pranzo Federigo mostra all'amata non solo le penne del falcone ma anche altre parti di scarto, come il becco e le zampe.
- Monna Giovanna riconosce la nobiltà del gesto di Federigo, che ha sacrificato per amore ciò che aveva di più caro e loda la sua generosità; nel film, invece, quando comprende che il falcone in grado di salvare suo figlio è stato ucciso si mostra arrabbiata, tornando a casa senza nemmeno congedarsi.
- Infine, nel film è inserito un episodio inedito: per fare contento il figlio di Monna Giovanna, quando vuole che gli sia regalato il falcone, una serva gli dona un cucciolo sperando che si accontenti, anche se non sarà così.

L'atmosfera del Decameron
Nel film, I dieci giovani sono isolati in un casolare di campagna, devono addirittura imparare a fare il proprio pane.
Nel Decameron, i dieci giovani vanno in una villa non lontano da Firenze con i loro servi (che Boccaccio chiama fanti), e dopo qualche giorno si trasferiscono in un'altra bellissima villa.  Ogni sera la nuova regina o il nuovo re danno istruzioni al siniscalco che prepari i pasti del giorno seguente. Ogni pasto e' pieno di delizie.  Le donne passano il tempo raccogliendo fiori da mettersi nei capelli. Insomma, l'atmosfera del Decameron è molto più gioviale di quella del film.

## Musiche
Nel film “Maraviglioso Boccaccio” dei fratelli Taviani ci sono musiche originali contemporanee contrapposte a musiche storiche d’autore tratte dal repertorio operistico italiano.
| MUSICHE ORIGINALI: G.Taviani C.Travia | MUSICHE STORICHE D’AUTORE: G.Puccini: Intermezzo atto 3° dall’opera Manon Lescaut G.Verdi: Macbeth G.Rossini: Ouverture dall’opera Semiramide G. Rossini: Atto 2° dell’opera La Cenerentola |

## Produzione
Le location del film sono state la Toscana (tra cui Piazza del Duomo a Pistoia, il Castello di Spedaletto, Villa La Sfacciata e Piazza Grande a Montepulciano) e il Lazio (la Basilica di Sant'Elia, il castello di Montecalvello, l'abbazia Sant'Andrea in Flumine e il Palazzo Giustiniani-Odescalchi a Bassano Romano).

## Distribuzione
Il film è uscito nelle sale cinematografiche il 26 febbraio 2015.

## Riconoscimenti
- 2015 - David di Donatello
  - Candidatura Migliore scenografia a Emita Frigato
  - Candidatura Migliori costumi a Lina Nerli Taviani
  - Candidatura Migliori acconciature a Carlo Barucci
- 2015 - Nastro d'argento
  - Miglior casting director a Francesco Vedovati
  - Candidatura Migliori costumi a Lina Nerli Taviani
  - Candidatura Migliore colonna sonora a Giuliano Taviani e Carmelo Travi
- 2015 - Globo d'oro
  - Candidatura Miglior fotografia a Simone Zampagni
- 2015 - Ciak d'oro
  - Candidatura Migliore scenografia a Emita Frigato
  - Candidatura Migliori costumi a Lina Nerli Taviani
  - Candidatura Miglior sonoro in presa diretta a Benito Alchimede e Maurizio Grassi